# Cyrtanthus herrei
Cyrtanthus herrei är en amaryllisväxtart som först beskrevs av Frances Margaret Leighton, och fick sitt nu gällande namn av Robert Allen Dyer. Cyrtanthus herrei ingår i släktet Cyrtanthus, och familjen amaryllisväxter. Inga underarter finns listade i Catalogue of Life.